# Château de Cormatin
Le château de Cormatin est situé sur la commune de Cormatin en Saône-et-Loire, dans une île de la rivière Grosne. Construit au début du XVIIe siècle, il conserve des détails d'origine rares comme son escalier et la décoration de certaines pièces. 
C'est l'un des quatorze lieux d'exception ouverts au public réunis depuis une vingtaine d'années au sein de « La Route des châteaux en Bourgogne du Sud ».

## Protection
Le château est classé monument historique en 1862 et 1903 et diverses parties du parc sont inscrites en 2019.

## Description
Seuls subsistent, encadrant une cour d'honneur, le corps de logis principal et une aile disposée en retour d'équerre. Sur ses trois angles extérieurs, l'ensemble est flanqué de pavillons demi-hors œuvre eux-mêmes flanqués sur leurs angles intérieurs de tourelles en surplomb sans valeur défensive. Le corps de logis principal ouvre sur la cour d'honneur par une porte inscrite dans une travée dorique couronnée d'un édicule que surmonte un fronton encadrant un buste décapité. On y accède par un perron de cinq marches. Ce corps de logis comprend au centre de sa façade occidentale un avant-corps d'une travée. L'aile en retour d'équerre ouvre sur la cour par une porte inscrite entre deux pilastres ioniques.
Au milieu de l'aile nord, l'escalier à cage vide est le plus ancien de ce type conservé en France. Au rez-de-chaussée, les pièces (appartements de la Marquise d'Uxelles notamment) ont conservé leurs cheminées de bois sculpté, leurs lambris encadrant des panneaux de cuir de Cordoue, leurs plafonds à la française délicatement peints, leur mobilier, leurs tableaux attribués à Claude Gellée, Lesueur, Mignard, Nattier, Rigaud, Van de Velde et Velasquez. L'un des plus anciens plafonds est celui, « à ciel », du cabinet des curiosités ; le lapis-lazuli et les dorures du cabinet Sainte-Cécile facilitent le reflet des bougies et donc la lecture.
Le domaine comporte un parc de douze hectares avec parterres fleuris, grand labyrinthe de buis s'organisant autour d'un pavillon central depuis 1991, époque de le recréation des jardins du château (1990-1993). La coupole en fer forgé coiffant le pavillon est l'œuvre des artistes Michel et J.-Y. Bouillot (1990) ; elle est constituée de deux cœurs entrelacés et rappelle l'union des âmes dans l'amour de Dieu et potager à l'ancienne. Un jardin ordonné a existé dès 1620, soit à l'époque de la construction du château actuel. Simplifié au début du XVIIIe siècle, paysagé vers 1785 avec plantation d'arbres rapportés d'Amérique par Pierre Desoteux après la guerre d'Indépendance (tulipiers, cyprès chauves, etc.). Le jardin est détruit vers 1815 pour trouver la terre nécessaire au comblement des douves. Il a été recréé à partir de 1990 après remise en place des terrains.
Le château, a été classé  Monument historique par liste en 1862 puis par arrêté le 2 février 1903. Une partie des jardins, les douves, le terre-plein, le canal et le miroir d'eau, ainsi que le mur de clôture ont été inscrits monument historique le 19 janvier 1995, inscription remplacée le 9 avril 2019 en incluant les communs, la maison du gardien et les jardins du château. C'est une propriété privée qui est ouverte au public. Il est accessible par la ligne no 7 du réseau Buscéphale (les autocars départementaux de Saône-et-Loire)

## Historique
- XIIIe siècle : la famille du Blé est propriétaire du fief.
- 1605 : Antoine du Blé d'Uxelles, petit noble de la région, devient un chef militaire durant les guerres de religion pendant lesquelles il s'enrichit[5]. Henri IV le nomme gouverneur militaire de Chalon[5].
- 1606-1612 : Antoine du Blé[6] entreprend la construction de l'actuel château dans le style Renaissance mais en lui donnant un aspect d'architecture militaire (soubassement à bossage, tourelles d'angles, canonnières), inspiré de la citadelle de Chalon[5], affirmant ainsi sa nouvelle position sociale en Bourgogne[5]. Les plus anciens marchés connus remontent à 1608 pour la charpenterie et la couverture de deux pavillons et du grand corps de logis « faiz de trois étages et planchers » « bastis à neuf au chastel dudit Cormatin ». Ce corps de logis correspond à l'aile sud du château. Le changement de parti pour la réalisation des pavillons de cette aile a dû être adopté en 1609 ou 1610, avant le deuxième marché de couverture du 30 mai 1611. Cette aile devait être terminée en 1612.
- 1613-1618 : Un dessin de pont-levis de Jacques Gentillâtre de 1614 montre que la cour est clôturée à l'est à cette date. Un deuxième dessin de projet de porte de Jacques Gentillâtre porte la mention copié d'après « M. Tabourot », architecte amateur de Dijon, prénommé Guillaume (1573-1644), fils d'Étienne Tabourot. Jacques Gentillâtre intervient comme architecte sur le chantier du château de Cormatin à partir de 1614. Il a quitté le chantier en 1622.
- 1621-1622 : Réalisation de l'aile ouest et du pavillon antérieur nord
- 1622-1626 : Fin de la construction du logis nord
- 1627 : Jacques du Blé, fils du précédent, époux de Claudine Phelypeaux, proche de la reine Marie de Médicis[5], réalise la décoration intérieure dans le goût de l'époque[5], faisant venir de Paris plus de soixante tableaux.
- Nuit du 5 au 6 février 1629 : séjour au château du roi Louis XIII et du cardinal de Richelieu[7].
- 1730 : au décès du maréchal d'Uxelles, dernier représentant de cette famille, cité par Saint-Simon dans ses Mémoires, le domaine passe entre les mains d'Henri-Camille de Beringhen, gouverneur de Chalon.
- 1766 : celui-ci revend le domaine à Jean-Gabriel Verne dont la fille, d'abord mariée à Antoine Viard de Sercy, épouse Pierre Marie Félicité Dezoteux le 24 avril 1784, qui s'est titré baron de Cormatin, a participé à la guerre d'Indépendance américaine puis qui fut mêlé, sous le nom de baron de Cormatin, à la révolte des Chouans, il est emprisonné à Cherbourg et revient à Cormatin en 1802 (il est mort en 1812 en état de démence). Sa fille, Nina Dezoteux est née au château en 1786 et s'est mariée en 1807 avec le comte Antoine de Pierreclau. La situation financière des châtelains va entraîner des conflits entre les époux Dezoteux entre 1808 et 1809. Pierre Félicité Dezoteux quitte le château de Cormatin en 1810 pour s'établir à Lyon.
- 1809 : ayant divorcé deux fois pour sauver son bien, Geneviève-Sophie Verne finit par vendre ses terres au général Étienne Maynaud Bizefranc de Lavaux[8].
- 1810 : celui-ci cède le château à Joseph-Laurent Salavin, industriel lyonnais qui confie à un certain Girardet, ex-prêtre, la transformation en manufacture d'indienne de l'aile méridionale du château ; le bâtiment, ébranlé par la destruction de murs porteurs, devra toutefois être détruit, opération dans laquelle l'industriel devait trouver la mort ; le château n'ayant pas été payé, il retourne à Étienne Maynaud Bizefranc de Lavaux.
- Dans les années 1810, le poète Lamartine, alors âgé d'une vingtaine d'années fréquente Nina de Pierreclau[9], la fille de la propriétaire dont il aura un fils, Léon de Pierreclau, qui est né au château le 1er mars 1813[5].
- 1828 : la fille du général, mariée à Charles Brosse, en hérite.
- 1843 : la fille naturelle du précédent, Marguerite Verne, épouse Pierre-Henri de Lacretelle ; les Lacretelle continuent de recevoir régulièrement Lamartine. Celui-ci fera son dernier discours politique sur les marches du château juste avant l'avènement du Second Empire[5].
- 1888 : naissance au château, le 14 juillet, de l'écrivain Jacques de Lacretelle (dans sa série romanesque Les Hauts Ponts, il s'inspirera de Cormatin et évoquera le drame qu'a été la perte du domaine par sa famille, vendu à Raoul Gunsbourg).
- 1898 : Raoul Gunsbourg fait l'acquisition du château[5], dont il aménagera certaines pièces dans le style Belle Époque. D'origine roumaine, après avoir dirigé des théâtres à Moscou, Raoul Gunsbourg fut le directeur pendant plus de 50 ans de l'opéra de Monte-Carlo. Il recevra à Cormatin de nombreux chanteurs d'opéra qui venaient y répéter[5]. Gunsbourg deviendra le maire du village et donnera chaque année un opéra dans les jardins du château, chanté par de grands ténors de l'époque, dont Caruso[5].
- 11 juillet 1925 : Raoul Gunsbourg vend le château à James Plain, industriel (récupérateur d'huiles usagées à Chalon-sur-Saône)[10].
- 1973 : James Plain revend la propriété, avec son mobilier, à M. Loret de Sainte-Croix.
- 1980 : après son acquisition par des agents immobiliers, le château en partie en ruines, cernée par la végétation et des prairies marécageuses[5], est racheté par Marc Simonet-Lenglart (à l'époque chargé de mission auprès de Jack Lang, au ministère de la Culture), Pierre Almendros et Anne-Marie Joly qui vont le rénover et qui en sont aujourd'hui toujours les propriétaires.
- À partir de 1981, le président François Mitterrand, amateur de Lamartine, y fera des passages réguliers[5].
- 2019 : bâtiment inscrit sur la liste des monuments historiques.

## Galerie

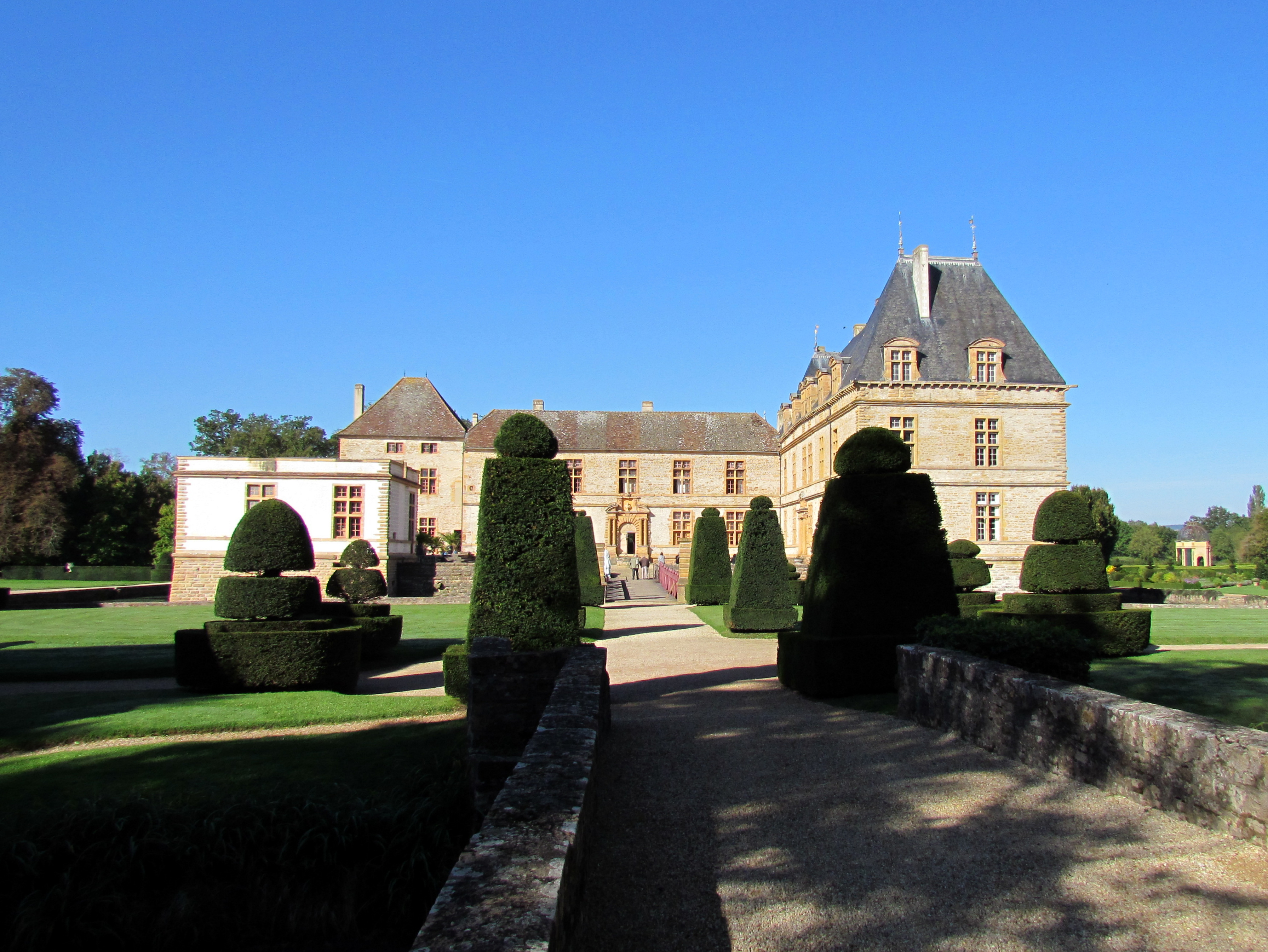
Allée menant à la basse cour.
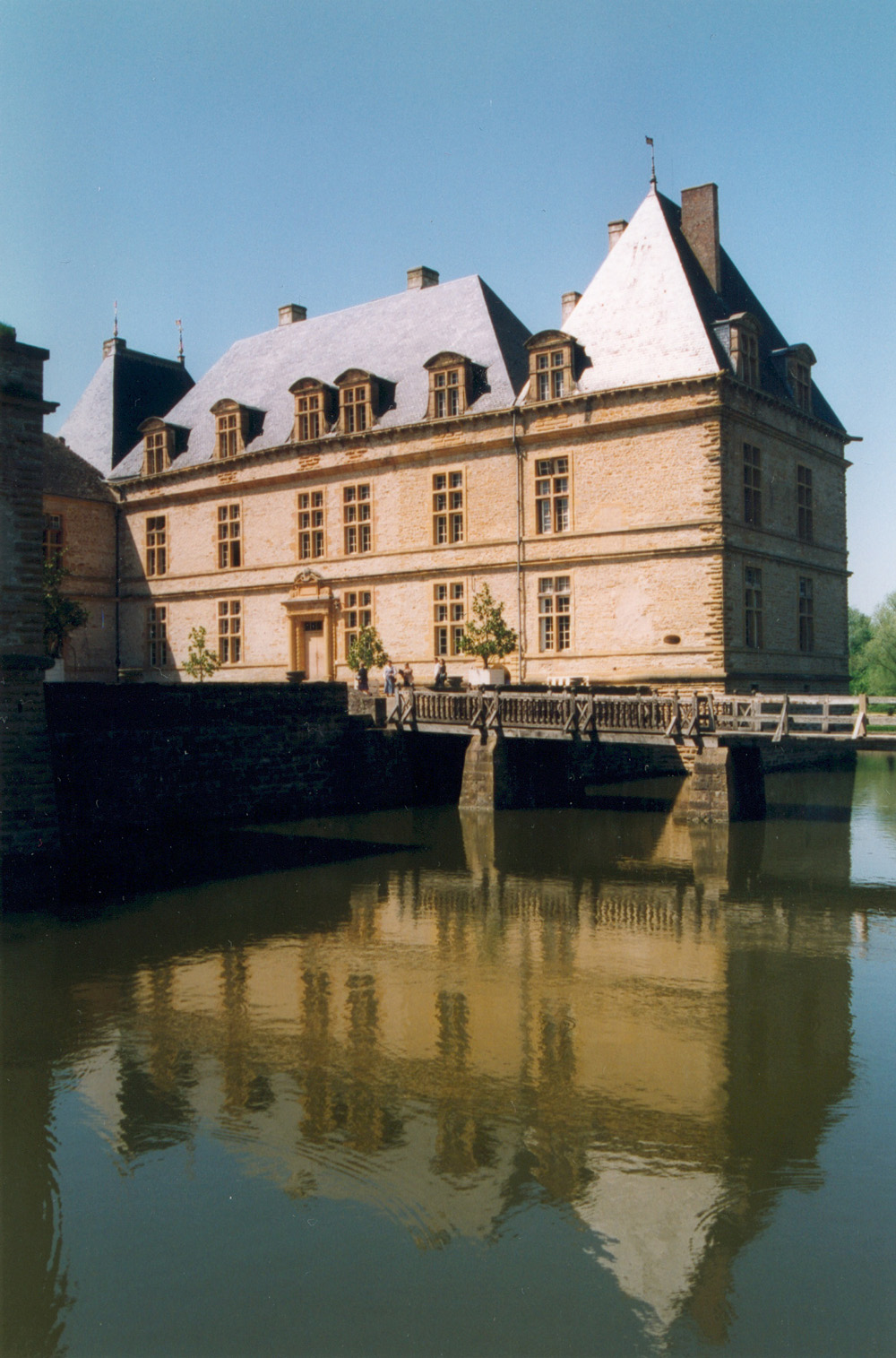
La passerelle.
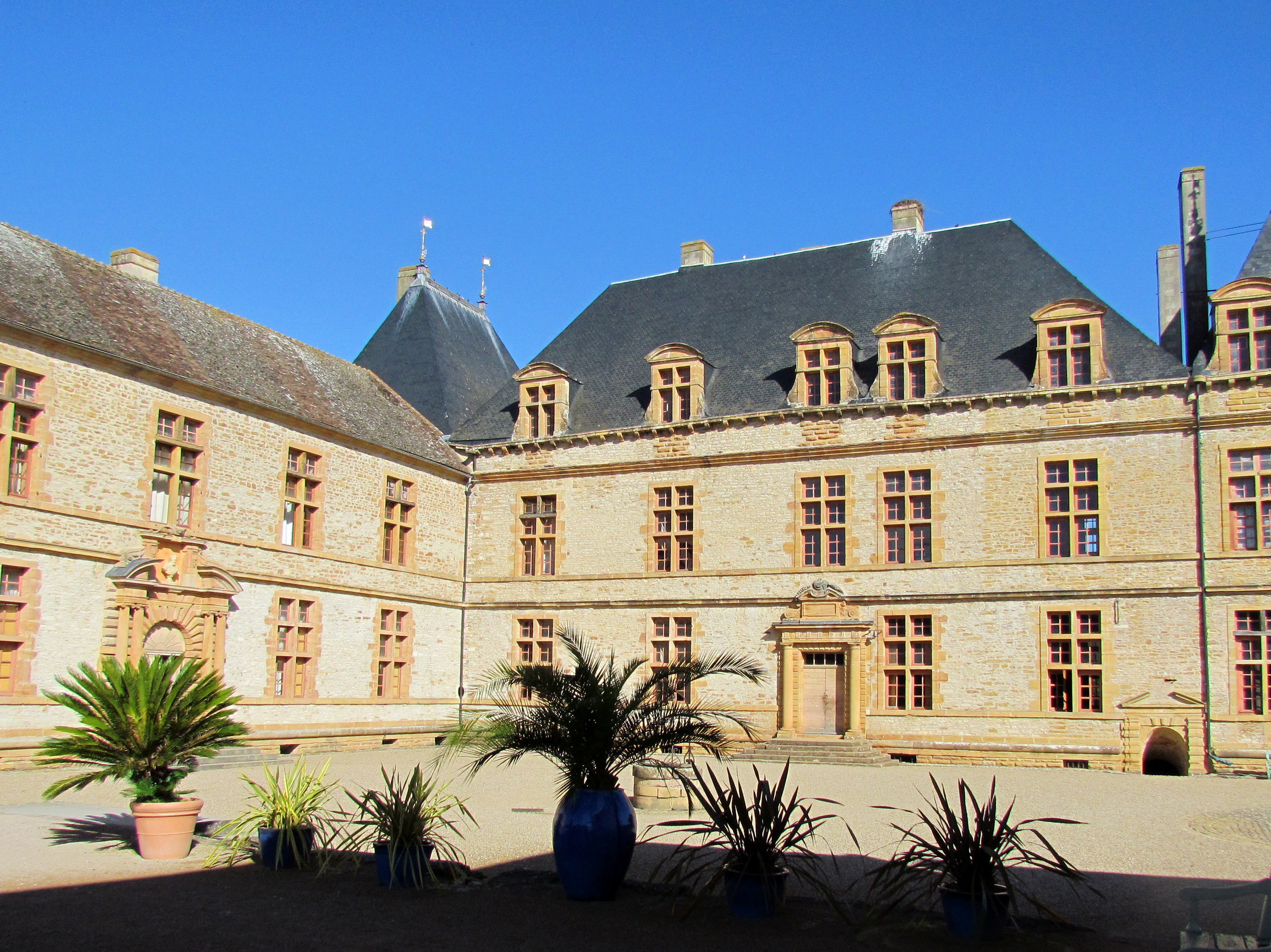
Cour d'honneur.
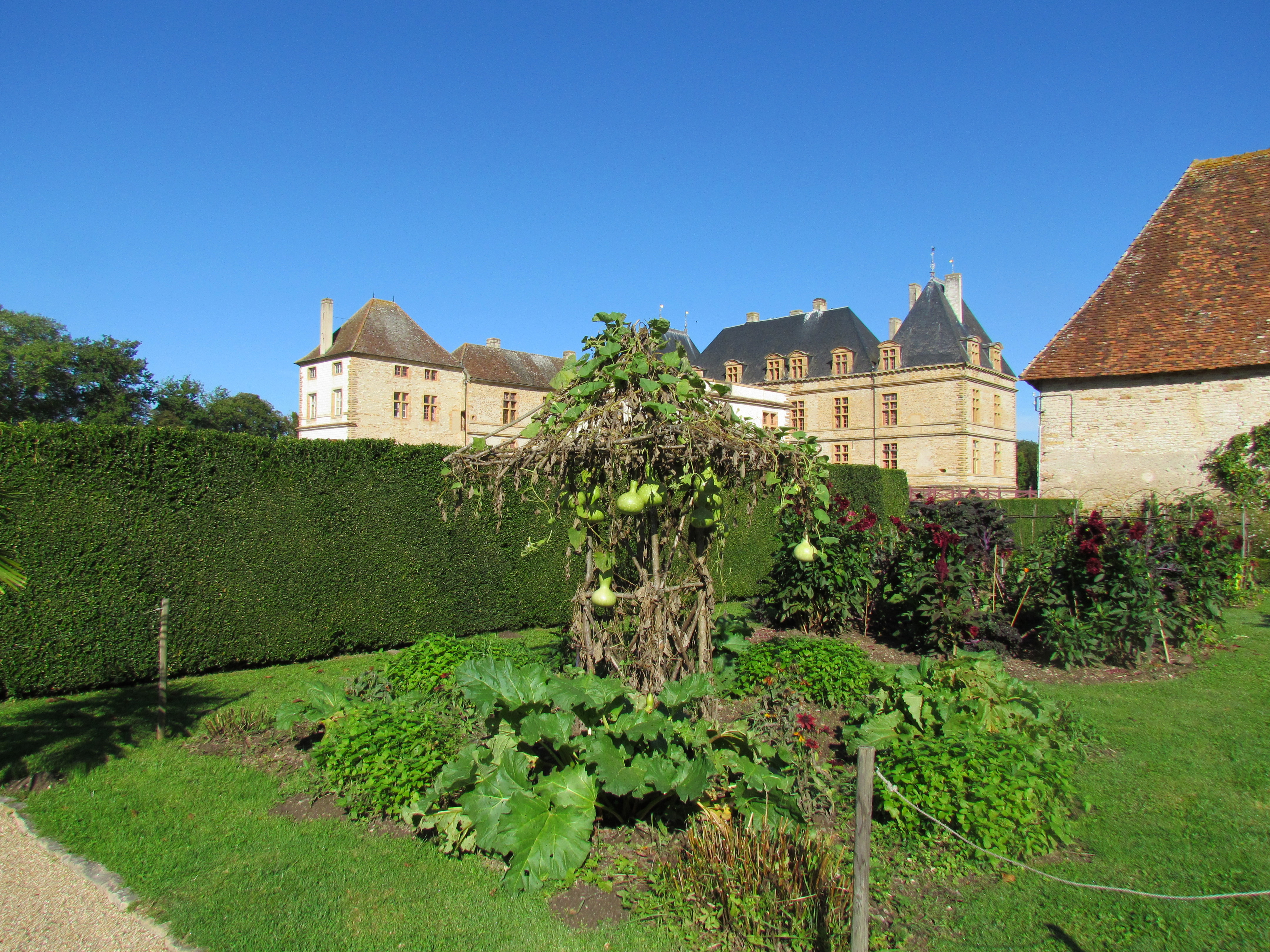
Le potager.
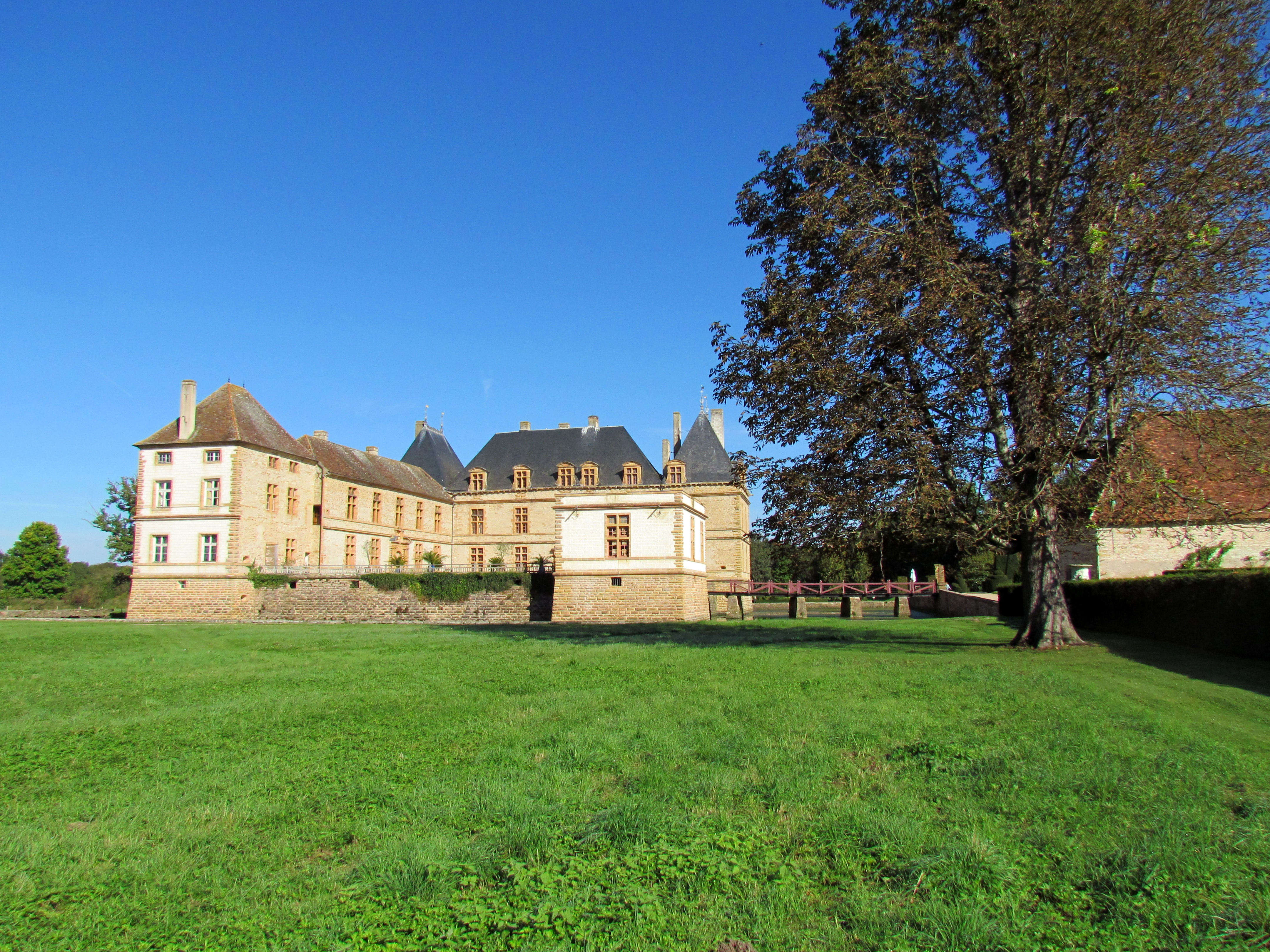
Vue du château depuis le « Tapis vert ».
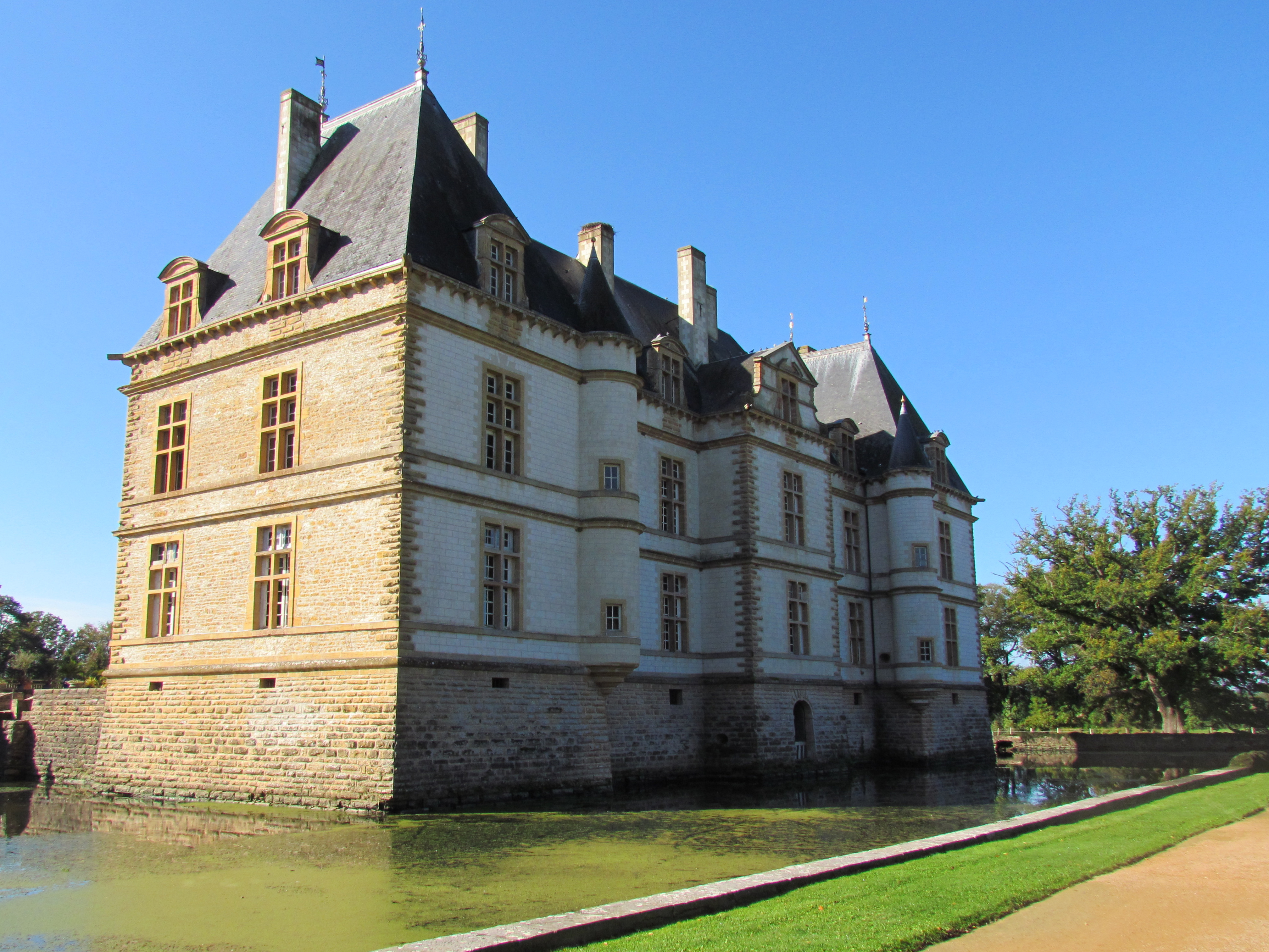
Vue arrière du château.
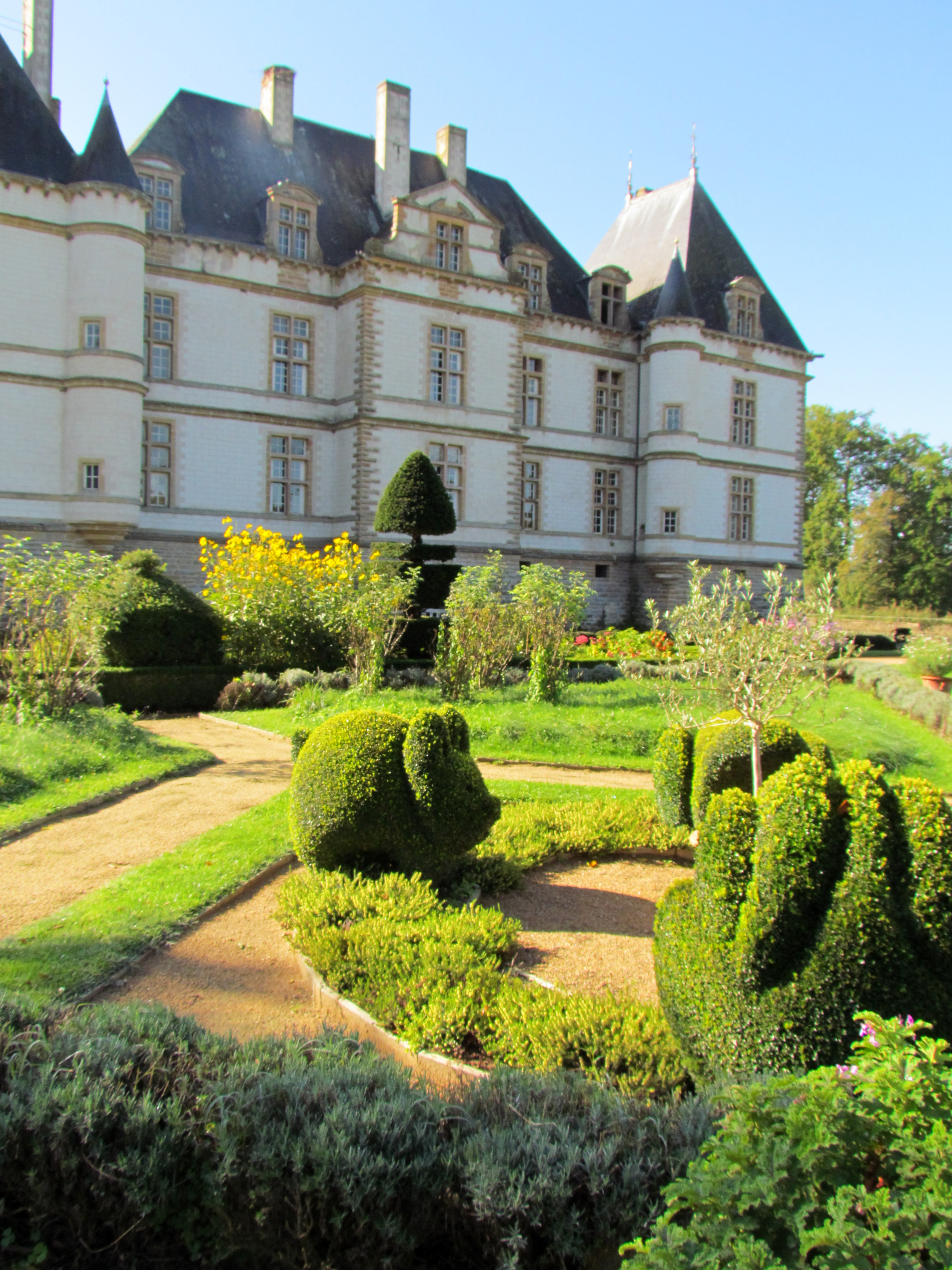
Sculptures sur buis dans les jardins à la française.
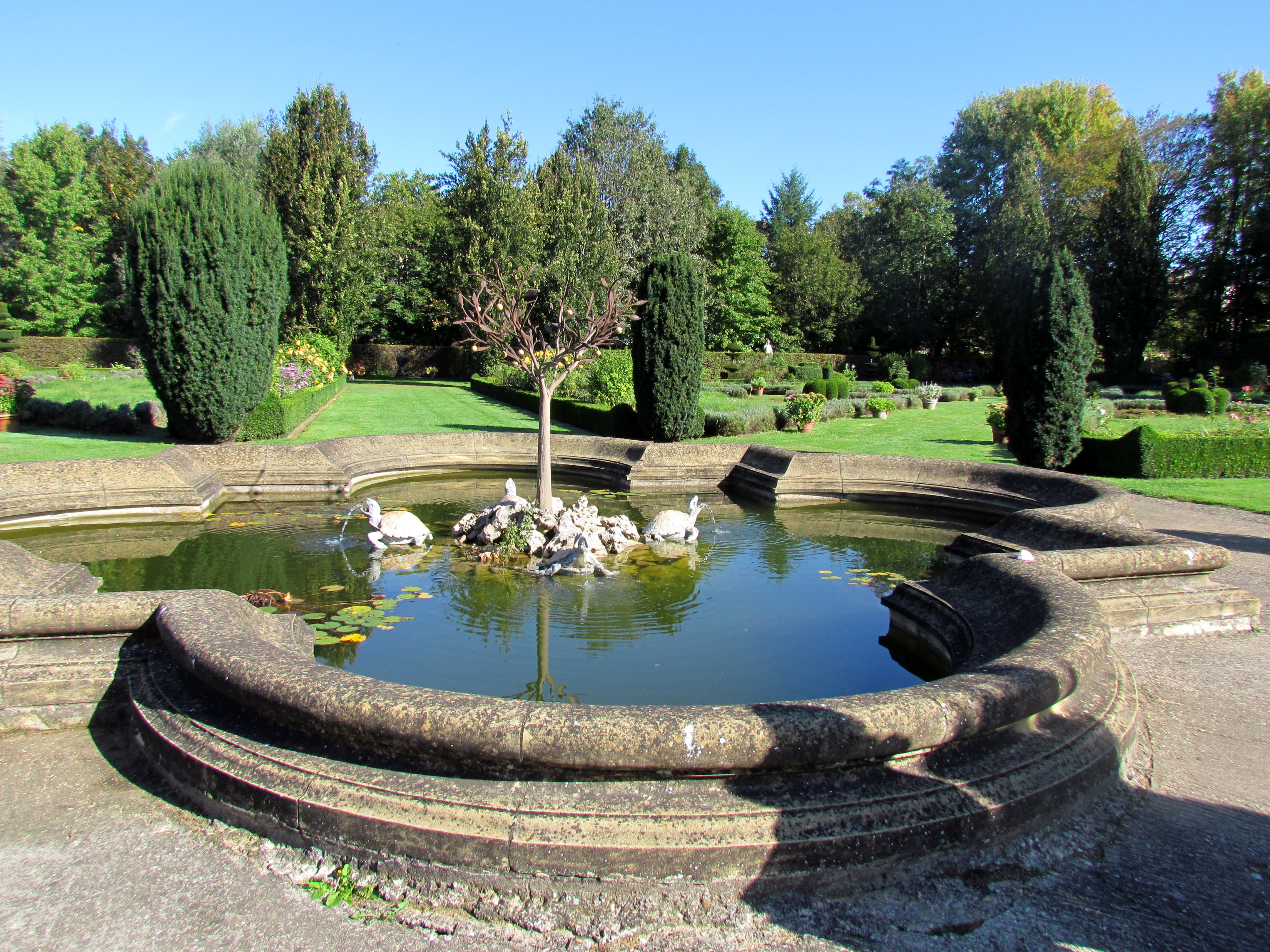
Petit bassin dans les jardins à la française.
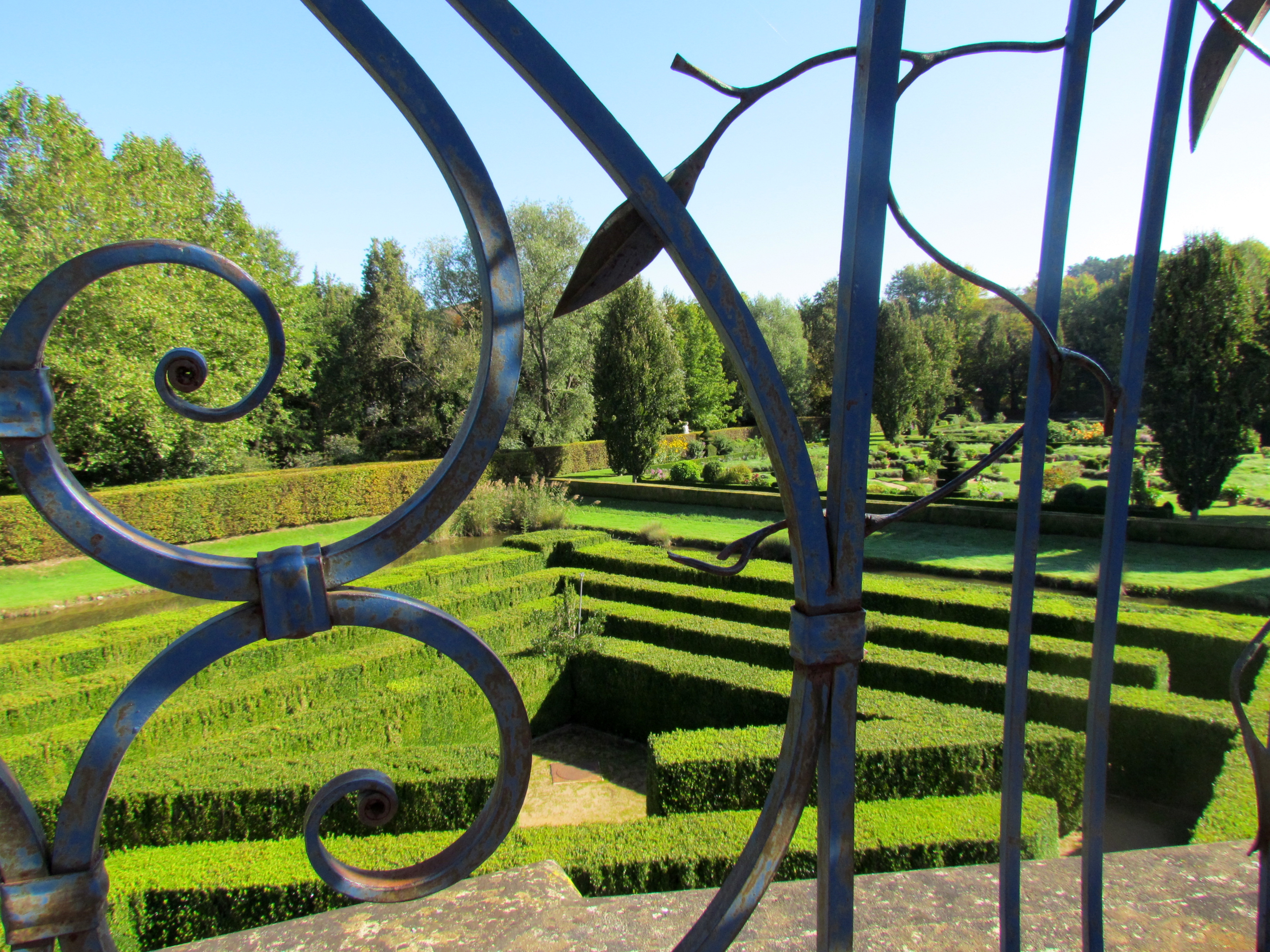
Vue sur le labyrinthe en buis.
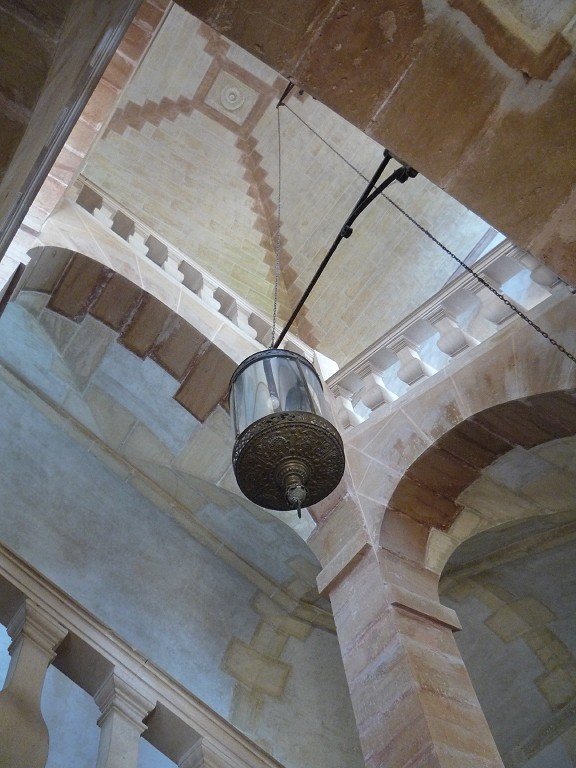
L'escalier central.
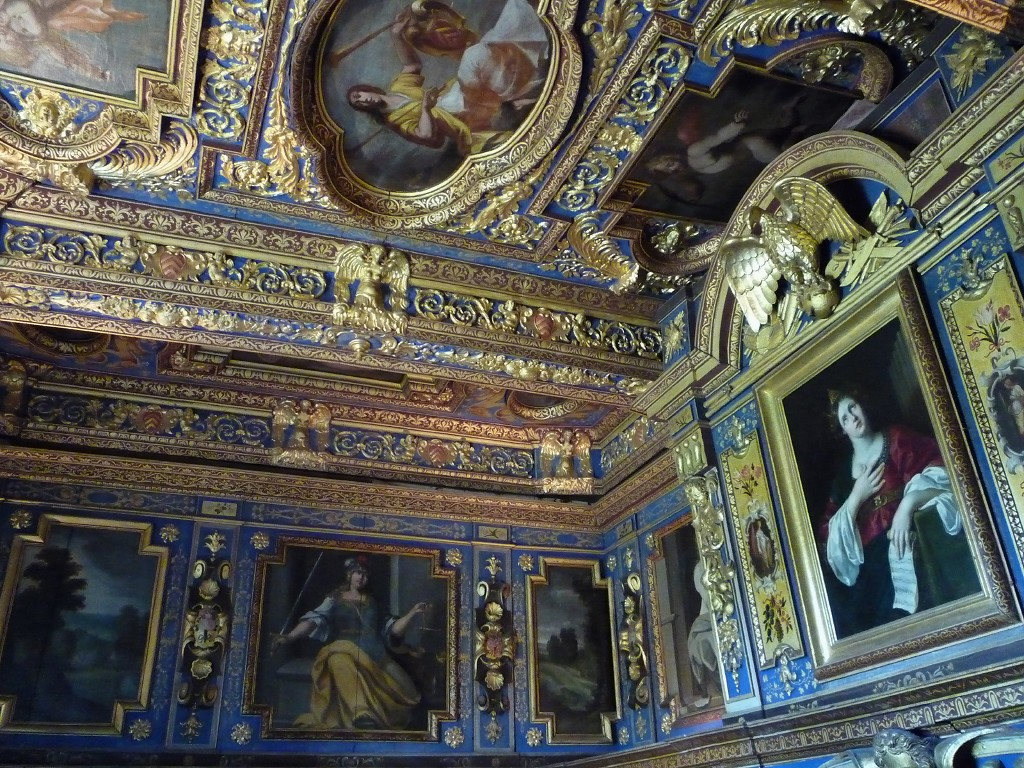
Le cabinet Sainte-Cécile.
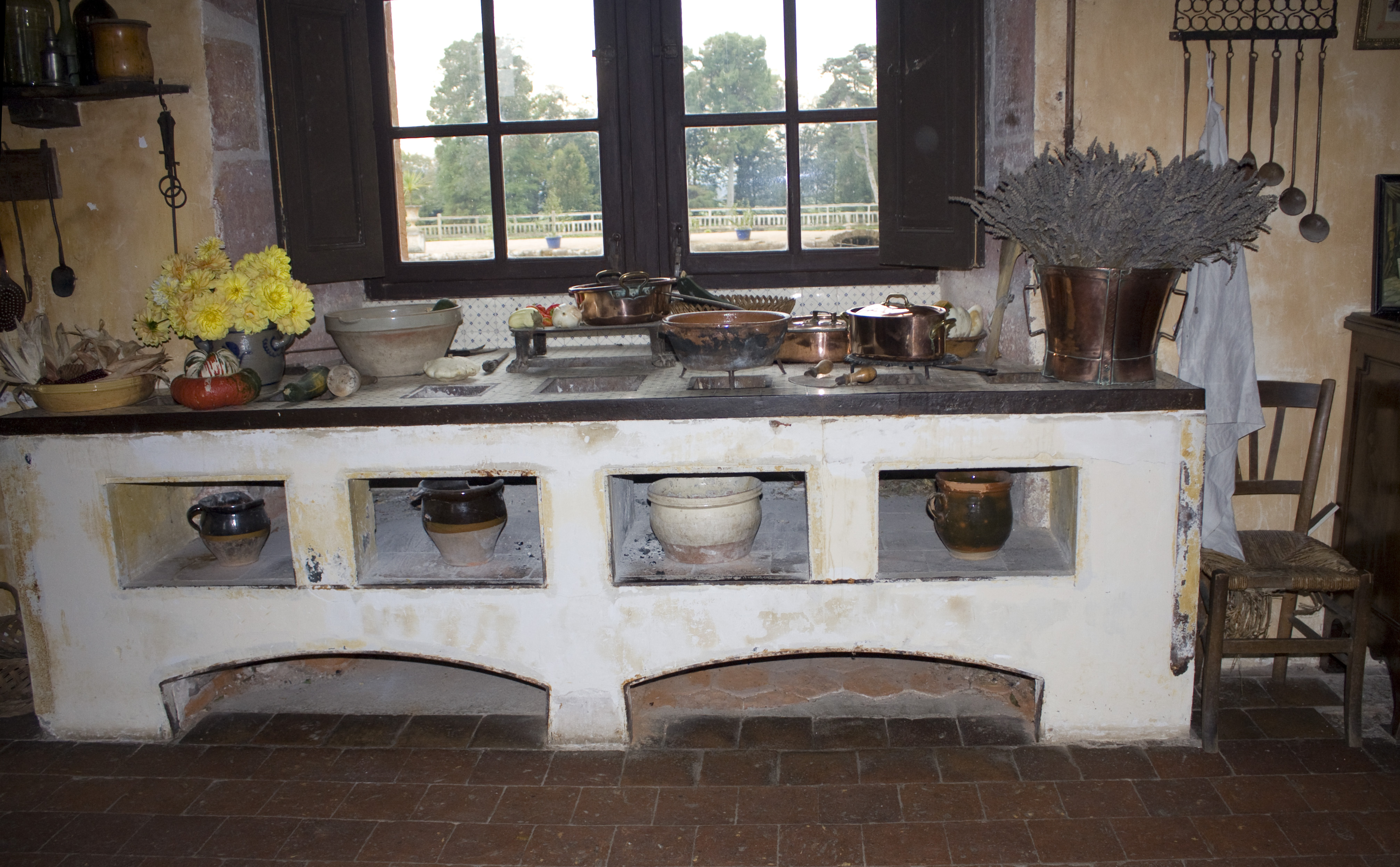
Cuisinière avec ses quatre potagers.

## Lieu de tournage
Une équipe de l'émission Secrets d'Histoire a tourné plusieurs séquences au château dans le cadre d'un numéro consacré à Marie de Médicis, intitulé Marie de Médicis ou l'obsession du pouvoir, diffusé le 19 juillet 2018 sur France 2.